# Prasophyllum
Prasophyllum é um género botânico pertencente à família das orquídeas (Orchidaceae).

## Espécies
1. Prasophyllum affine Lindl., Gen. Sp. Orchid. Pl.: 516 (1840).
2. Prasophyllum album R.S.Rogers, Trans. & Proc. Rep. Roy. Soc. South Australia 33: 211 (1909).
3. Prasophyllum alpestre D.L.Jones, Austral. Orchid Res. 3: 98 (1998).
4. Prasophyllum alpinum R.Br., Prodr.: 318 (1810).
5. Prasophyllum amoenum D.L.Jones, Austral. Orchid Res. 3: 99 (1998).
6. Prasophyllum antennatum M.A.Clem. & D.L.Jones, Austral. Orchid Res. 1: 110 (1989).
7. Prasophyllum anticum D.L.Jones & D.T.Rouse, Austral. Orchid Res. 5: 143 (2006).
8. Prasophyllum apoxychilum D.L.Jones, Austral. Orchid Res. 3: 100 (1998).
9. Prasophyllum atratum D.L.Jones, Austral. Orchid Res. 5: 144 (2006).
10. Prasophyllum australe R.Br., Prodr.: 318 (1810).
11. Prasophyllum bagoense D.L.Jones, Orchadian 13: 150 (2000).
12. Prasophyllum barnettii D.L.Jones & D.T.Rouse, Austral. Orchid Res. 5: 145 (2006).
13. Prasophyllum beatrix D.L.Jones & D.T.Rouse, Austral. Orchid Res. 5: 146 (2006).
14. Prasophyllum brevilabre (Lindl.) Hook.f., Fl. Tasman. 2: 11 (1858).
15. Prasophyllum brownii Rchb.f., Beitr. Syst. Pflanzenk.: 16 (1871).
16. Prasophyllum buftonianum J.H.Willis, Pap. & Proc. Roy. Soc. Tasmania 87: 81 (1953).
17. Prasophyllum calcicola R.J.Bates, J. Adelaide Bot. Gard. 11: 179 (1989).
18. Prasophyllum campestre R.J.Bates & D.L.Jones, Austral. Orchid Res. 2: 75 (1991).
19. Prasophyllum canaliculatum D.L.Jones, Orchadian 12: 125 (1997).
20. Prasophyllum candidum R.J.Bates & D.L.Jones, Austral. Orchid Res. 2: 76 (1991).
21. Prasophyllum caricetum D.L.Jones, Orchadian 13: 151 (2000).
22. Prasophyllum castaneum D.L.Jones, Austral. Orchid Res. 3: 102 (1998).
23. Prasophyllum catenemum D.L.Jones, Austral. Orchid Res. 5: 146 (2006).
24. Prasophyllum caudiculum D.L.Jones, Orchadian 13: 155 (2000).
25. Prasophyllum chasmogamum R.J.Bates & D.L.Jones, Austral. Orchid Res. 2: 77 (1991).
26. Prasophyllum colensoi Hook.f., Fl. Nov.-Zel. 1: 241 (1853).
27. Prasophyllum collinum D.L.Jones, Austral. Orchid Res. 5: 147 (2006).
28. Prasophyllum concinnum Nicholls, Victorian Naturalist 64: 232 (1948).
29. Prasophyllum constrictum R.S.Rogers, Trans. & Proc. Rep. Roy. Soc. South Australia 33: 213 (1909).
30. Prasophyllum correctum D.L.Jones, Novon 4: 106 (1994).
31. Prasophyllum crebriflorum D.L.Jones, Muelleria 18: 103 (2003).
32. Prasophyllum cucullatum Rchb.f., Beitr. Syst. Pflanzenk.: 59 (1871).
33. Prasophyllum cyphochilum Benth., Fl. Austral. 6: 340 (1873).
34. Prasophyllum diversiflorum Nicholls, Victorian Naturalist 59: 8 (1942).
35. Prasophyllum dossenum R.J.Bates & D.L.Jones, Austral. Orchid Res. 2: 77 (1991).
36. Prasophyllum drummondii Rchb.f., Beitr. Syst. Pflanzenk.: 69 (1871).
37. Prasophyllum elatum R.Br., Prodr.: 318 (1810).
38. Prasophyllum erythrocommum D.L.Jones & D.T.Rouse, Austral. Orchid Res. 5: 148 (2006).
39. Prasophyllum exiguum Rupp, Victorian Naturalist 65: 142 (1948).
40. Prasophyllum exile D.L.Jones & R.J.Bates, Austral. Orchid Res. 2: 78 (1991).
41. Prasophyllum favonium D.L.Jones, Austral. Orchid Res. 3: 104 (1998).
42. Prasophyllum fecundum R.J.Bates, J. Adelaide Bot. Gard. 11: 189 (1989).
43. Prasophyllum fimbria Rchb.f., Beitr. Syst. Pflanzenk.: 60 (1871).
44. Prasophyllum fitzgeraldii R.S.Rogers & Maiden, Trans. & Proc. Rep. Roy. Soc. South Australia 33: 216 (1909).
45. Prasophyllum flavum R.Br., Prodr.: 318 (1810).
46. Prasophyllum fosteri D.L.Jones, Orchadian 13: 156 (2000).
47. Prasophyllum frenchii F.Muell., Victorian Naturalist 6: 126 (1889).
48. Prasophyllum fuscum R.Br., Prodr.: 318 (1810).
49. Prasophyllum gibbosum R.Br., Prodr.: 318 (1810).
50. Prasophyllum giganteum Lindl., Sketch Veg. Swan R.: 54 (1840).
51. Prasophyllum gilgai D.L.Jones & D.T.Rouse, Austral. Orchid Res. 5: 149 (2006).
52. Prasophyllum goldsackii J.Z.Weber & R.J.Bates, J. Adelaide Bot. Gard. 1: 167 (1978).
53. Prasophyllum gracillimum Nicholls, Victorian Naturalist 64: 175 (1948).
54. Prasophyllum hectori (Buchanan) Molloy, D.L.Jones & M.A.Clem., Orchadian 15: 41 (2005).
55. Prasophyllum helophilum D.L.Jones & D.T.Rouse, Austral. Orchid Res. 5: 150 (2006).
56. Prasophyllum hians Rchb.f., Beitr. Syst. Pflanzenk.: 61 (1871).
57. Prasophyllum hygrophilum D.L.Jones & D.T.Rouse, Orchadian 14: 282 (2003).
58. Prasophyllum incompositum D.L.Jones, Austral. Orchid Res. 2: 778 (1991).
59. Prasophyllum incorrectum D.L.Jones, Muelleria 18: 107 (2003).
60. Prasophyllum incurvum D.L.Jones, Austral. Orchid Res. 3: 106 (1998).
61. Prasophyllum innubum D.L.Jones, Orchadian 15: 372 (2007).
62. Prasophyllum keltonii D.L.Jones, Orchadian 15: 373 (2007).
63. Prasophyllum lanceolatum R.S.Rogers, Trans. & Proc. Roy. Soc. South Australia 44: 323 (1920).
64. Prasophyllum laxum R.J.Bates, J. Adelaide Bot. Gard. 22: 7. (2008)
65. Prasophyllum limnetes D.L.Jones, Austral. Orchid Res. 5: 151 (2006).
66. Prasophyllum lindleyanum Rchb.f., Beitr. Syst. Pflanzenk.: 58 (1871).
67. Prasophyllum litorale R.J.Bates, J. Adelaide Bot. Gard. 13: 59 (1990).
68. Prasophyllum maccannii D.L.Jones & D.T.Rouse, Austral. Orchid Res. 5: 152 (2006).
69. Prasophyllum macrotys Lindl., Sketch Veg. Swan R.: 54 (1840).
70. Prasophyllum milfordense D.L.Jones, Austral. Orchid Res. 3: 107 (1998).
71. Prasophyllum mimulum D.L.Jones, Orchadian 14: 372 (2004).
72. Prasophyllum mollissimum Rupp, Victorian Naturalist 65: 146 (1948).
73. Prasophyllum montanum R.J.Bates & D.L.Jones, Austral. Orchid Res. 2: 79 (1991).
74. Prasophyllum morganii Nicholls, Victorian Naturalist 46: 179 (1930).
75. Prasophyllum mucronatum Rupp, Victorian Naturalist 65: 145 (1948).
76. Prasophyllum murfetii D.L.Jones, Orchadian 13: 160 (2000).
77. Prasophyllum nichollsianum Rupp, Victorian Naturalist 59: 123 (1942).
78. Prasophyllum niphopedium D.L.Jones, Orchadian 13: 161 (2000).
79. Prasophyllum nublingii R.S.Rogers, Trans. & Proc. Roy. Soc. South Australia 51: 293 (1927).
80. Prasophyllum obovatum Rupp, Victorian Naturalist 65: 146 (1948).
81. Prasophyllum occidentale R.S.Rogers, Trans. & Proc. Rep. Roy. Soc. South Australia 32: 11 (1908).
82. Prasophyllum occultans R.J.Bates, J. Adelaide Bot. Gard. 11: 192 (1989).
83. Prasophyllum odoratissimum D.L.Jones, Orchadian 12: 53 (1996).
84. Prasophyllum odoratum R.S.Rogers, Trans. & Proc. Rep. Roy. Soc. South Australia 33: 209 (1909).
85. Prasophyllum olidum D.L.Jones, Austral. Orchid Res. 3: 108 (1998).
86. Prasophyllum ovale Lindl., Sketch Veg. Swan R.: 54 (1840).
87. Prasophyllum pallens D.L.Jones, Orchadian 13: 162 (2000).
88. Prasophyllum pallidum Nicholls, Proc. Roy. Soc. Victoria, n.s., 46: 33 (1933).
89. Prasophyllum parviflorum (R.S.Rogers) Nicholls, Victorian Naturalist 57: 191 (1941).
90. Prasophyllum parvifolium Lindl., Sketch Veg. Swan R.: 54 (1840).
91. Prasophyllum patens R.Br., Prodr.: 318 (1810).
92. Prasophyllum paulinae D.L.Jones & M.A.Clem., Nuytsia 10: 414 (1996).
93. Prasophyllum perangustum D.L.Jones, Austral. Orchid Res. 3: 109 (1998).
94. Prasophyllum petilum D.L.Jones & R.J.Bates, Austral. Orchid Res. 2: 80 (1991).
95. Prasophyllum plumiforme Fitzg., Gard. Chron., n.s., 17: 495 (1882).
96. Prasophyllum praecox D.L.Jones, Austral. Orchid Res. 5: 153 (2006).
97. Prasophyllum pruinosum R.S.Rogers, Trans. & Proc. Rep. Roy. Soc. South Australia 33: 211 (1909).
98. Prasophyllum pulchellum D.L.Jones, Austral. Orchid Res. 3: 110 (1998).
99. Prasophyllum pyriforme E.Coleman, Victorian Naturalist 49: 195 (1932).
100. Prasophyllum readii D.L.Jones & D.T.Rouse, Austral. Orchid Res. 5: 154 (2006).
101. Prasophyllum reflexum Fitzg., J. Bot. 23: 137 (1885).
102. Prasophyllum regium R.S.Rogers, Trans. & Proc. Roy. Soc. South Australia 42: 27 (1918).
103. Prasophyllum retroflexum D.L.Jones, Orchadian 13: 167 (2000).
104. Prasophyllum robustum (Nicholls) M.A.Clem. & D.L.Jones, Austral. Orchid Res. 1: 117 (1989).
105. Prasophyllum rogersii Rupp, Proc. Linn. Soc. New South Wales 53: 340 (1928).
106. Prasophyllum rostratum Lindl., Gen. Sp. Orchid. Pl.: 516 (1840).
107. Prasophyllum sargentii (Nicholls) A.S.George, Nuytsia 1: 189 (1971).
108. Prasophyllum secutum D.L.Jones, Austral. Orchid Res. 3: 113 (1998).
109. Prasophyllum solstitium D.L.Jones, Orchadian 13: 169 (2000).
110. Prasophyllum sphacelatum D.L.Jones, Muelleria 9: 59 (1996).
111. Prasophyllum spicatum R.J.Bates & D.L.Jones, Austral. Orchid Res. 2: 80 (1991).
112. Prasophyllum stellatum D.L.Jones, Austral. Orchid Res. 3: 115 (1998).
113. Prasophyllum striatum R.Br., Prodr.: 318 (1810).
114. Prasophyllum suaveolens D.L.Jones & R.J.Bates, Muelleria 8: 184 (1994).
115. Prasophyllum subbisectum Nicholls, Victorian Naturalist 53: 72 (1936).
116. Prasophyllum suttonii Ewart & B.Rees, Proc. Roy. Soc. Victoria, n.s., 25: 112 (1912).
117. Prasophyllum sylvestre R.J.Bates & D.L.Jones, Austral. Orchid Res. 2: 81 (1991).
118. Prasophyllum taphanyx D.L.Jones, Orchadian 14: 373 (2004).
119. Prasophyllum transversum Fitzg., Austral. Orch. 4(2): t. 5 (1891).
120. Prasophyllum triangulare Fitzg., Gard. Chron., n.s., 17: 495 (1882).
121. Prasophyllum trifidum Rupp, Victorian Naturalist 58: 21 (1941).
122. Prasophyllum truncatum Lindl., Gen. Sp. Orchid. Pl.: 513 (1840).
123. Prasophyllum tunbridgense D.L.Jones, Austral. Orchid Res. 3: 117 (1998).
124. Prasophyllum unicum Rupp, Victorian Naturalist 59: 124 (1942).
125. Prasophyllum uvidulum D.L.Jones & D.T.Rouse, Orchadian 16: 249. (2009)
126. Prasophyllum validum R.S.Rogers, Trans. & Proc. Roy. Soc. South Australia 51: 7 (1927).
127. Prasophyllum venustum D.L.Jones & D.T.Rouse, Orchadian 15: 559. (2008)
128. Prasophyllum viriosum D.L.Jones & D.T.Rouse, Orchadian 15: 561. (2008)
129. Prasophyllum vitreum D.L.Jones & D.T.Rouse, Austral. Orchid Res. 5: 155 (2006).
130. Prasophyllum wallum R.J.Bates & D.L.Jones, Austral. Orchid Res. 2: 82 (1991).
131. Prasophyllum wilkinsoniorum D.L.Jones, Orchadian 13: 170 (2000).